# Galcon
Galcon est une série de jeux vidéo de stratégie en temps réel développé et édité par Hassey Enterprises, conçue pour plusieurs plateformes telles que Android, iPhone, webOS, Windows, Linux, Mac OS X et Flash. Elle a été créée par Phil Hassey. Le joueur doit diriger une flotte de vaisseaux pour capturer les planètes ennemies. En octobre 2011, une version développée pour PlayStation 3, PlayStation Portable et PlayStation Vita est lancée par Beatshapers, un éditeur de jeux vidéo ukrainien,,.

## Historique
En 2006, Phil Hassey participe au Ludum Dare, un concours de rapidité consistant à créer des jeux vidéo en un temps très limité et publie Galcon Classic s'inspirant du concept de Galactic Conquest (en 1987, Rick Raddatz crée Galactic Conquest, un jeu de conquête similaire au jeu de plateau Risk.). Plus tard, il développe une version plus élaborée avec différents modes solo.
En 2008, Galcon est porté sur iPhone et devient l'un des premiers jeux multijoueur apparu sur l'App Store.